# Abou El Kacem Hadji
Abou El Kacem Hadji est un footballeur algérien né le 22 août 1990 à Oujda au Maroc. Il évolue au poste de milieu de terrain au WA Tlemcen.

## Biographie
Abou El Kacem Hadji joue plus de 100 matchs en première division algérienne.
Il participe à la Ligue des champions d'Afrique et à la Coupe de la CAF avec le club de la JSM Béjaïa.